# Contea di Shelby (Alabama)
La contea di Shelby, in inglese Shelby County, è una contea dello Stato dell'Alabama, negli Stati Uniti. La popolazione al censimento del 2000 era di 143 293 abitanti. Il capoluogo di contea è Columbiana.

## Geografia fisica
La contea si trova nella parte centro-settentrionale dell'Alabama. Lo United States Census Bureau certifica che l'estensione della contea è di 2097 km², di cui 2058 km² composti da terra e i rimanenti 39 km² composti di acqua.
La contea si trova all'estremità meridionale della catena montuosa degli Appalachi. Il monte Double Oak divide la contea nella valle del Coosa a est e nella valle del Cahaba a ovest. Due dei principali fiumi dello stato attraversano la contea: il fiume Coosa, lungo il confine sud-orientale, e il fiume Cahaba, nella parte settentrionale.

### Contee confinanti
- Contea di St. Clair - nord-est
- Contea di Talladega - est
- Contea di Coosa - sud-est
- Contea di Chilton - sud
- Contea di Bibb - sud-ovest
- Contea di Jefferson - nord-ovest

### Laghi e fiumi
La contea comprende i seguenti laghi e fiumi:
| Laghi | Fiumi |
| --- | --- |
| - Byram Lake - Chelsea Game Preserve Lake - Spring Lake - Cedar Lake - Boyden Lake - Mountain View Lake - Charob Lake - Great Pine Lake | - Indian Creek - Mossboro Branch - Ivy Branch - Morgan Creek - Moore Branch - Long Branch - Spradley Branch - Spring Branch - Spring Creek |

## Storia
La contea di Shelby fu costituita il 7 febbraio 1818, prima della creazione dello Stato dell'Alabama. I territori erano dei nativi Creek. Il nome le è stato dato in onore di Isaac Shelby, governatore del Kentucky.

## Principali strade ed autostrade
- Interstate 65
- U.S. Highway 31
- U.S. Highway 231
- U.S. Highway 280
- State Route 25
- State Route 70
- State Route 76
- State Route 119

## Infrastrutture e trasporti

### Aeroporti
- Aeroporto di Shelby County, Alabama - aviazione generale

## Società

### Evoluzione demografica
Abitanti censiti (migliaia)

## Centri abitati[8]
| - Alabaster - city - Birmingham - city - Calera - city - Chelsea - city - Columbiana (capoluogo) - city - Harpersville - town | - Helena - city - Hoover - city - Indian Springs Village - city - Leeds - city - Montevallo - city - Pelham - city | - Vestavia Hills - city - Vincent - town - Westover - town - Wilsonville - town - Wilton - town |

### CDP
- Brantleyville
- Dunnavant
- Eagle Point
- Highland Lakes
- Meadowbrook
- Pea Ridge
- Shelby
- Shoal Creek
- Sterrett
- Vandiver